# Itinerario jurídico del Opus Dei
El itinerario jurídico del Opus Dei es el proceso que experimentó la institución fundada por Josemaría Escrivá de Balaguer, desde la fecha fundacional del 2 de octubre de 1928, hasta que el 28 de noviembre de 1982 fue erigida en prelatura personal. Las etapas fundamentales de dicho proceso fueron: Pía unión, Sociedad de vida común sin votos e Instituto secular.

## Resumen histórico
En una primera etapa, desde la fecha de su fundación el 2 de octubre de 1928 hasta 1941, el Opus Dei estuvo sin reconocimiento jurídico. En este año fue aprobado como Pía Unión por el obispo de Madrid, Leopoldo Eijo y Garay.
En 1943 Josemaría Escrivá de Balaguer funda la Sociedad Sacerdotal de la Santa Cruz, siendo reconocida jurídicamente por el obispo de Madrid como «Sociedad de vida en común sin votos públicos». Esta Sociedad Sacerdotal estaba formada por algunos miembros varones del Opus Dei que se preparaban para ser sacerdotes, y por los que se fueron ordenando con posterioridad.
En 1947 de forma provisional y en 1950 de forma definitiva, el Opus Dei recibe la aprobación por parte de la Santa Sede como Instituto Secular de derecho pontificio. Al Instituto pertenecen laicos, sacerdotes que provienen de los laicos del Instituto y que se ordenan para servir a éste, y sacerdotes diocesanos que continúan dependiendo de sus respectivos obispos.
En 1982 el Opus Dei es erigido por el papa Juan Pablo II como primera prelatura personal de la Iglesia católica. Como prelatura personal, el Opus Dei está formado por presbíteros y diáconos del clero secular a cuyo frente se encuentra un prelado. También hay laicos que se dedican a las labores apostólicas de la prelatura. Además, intrínsecamente unida a la prelatura está la Sociedad Sacerdotal de la Santa Cruz, asociación de sacerdotes a la que pertenecen los sacerdotes de la Prelatura y aquellos sacerdotes diocesanos que lo deseen (y que no dejan de depender en todo de sus respectivos Obispos).

## Pía Unión
Desde la fecha de su fundación en 1928 el Opus Dei estuvo sin reconocimiento jurídico por parte de la Iglesia Católica durante casi 13 años, hasta 1941. En este año fue aprobado como Pía Unión por el obispo de Madrid, Leopoldo Eijo y Garay.
Durante los años anteriores a 1941, Escrivá de Balaguer, al parecer, se resistía a dotar de ropaje jurídico a la nueva institución, para esperar a que los hechos y la experiencia le hiciesen ver cual era la estructura adecuada. Además, en aquellos años no existía una forma de organización que se adaptase a lo que el fundador deseaba para su institución.
Sin embargo, al aumentar las críticas que recibía, decidió que ser reconocida oficialmente por la Iglesia sería la mejor defensa contra esos ataques, que venían precisamente desde ambientes eclesiásticos. Así, en 1941 solicitó y obtuvo del obispo de Madrid que el Opus Dei fuese una Pía Unión. En ese momento contaba con unos cuarenta miembros.
La nueva Pía Unión era una asociación formada por laicos (el único sacerdote es su fundador), hombres y mujeres. Jurídicamente, las Pías Uniones son asociaciones de fieles, pero en algunos casos eran un paso intermedio antes de convertirse en alguna otra figura de las pertenecientes al estado de perfección (órdenes religiosas, sociedades de vida en común sin votos, etc). Además, en aquella época el término laico se refería a los que no eran clérigos, y no a seglares, que son los que no pertenecen ni al estado religioso ni al clerical. Así, todas las congregaciones religiosas femeninas eran, evidentemente, laicales.
Los miembros de la pía unión, viviendo en medio del mundo, buscan su propia perfección cristiana, por el trabajo ordinario santificado. Los socios del Opus Dei no son religiosos, pero tienen un modo de vivir -entregados a Jesús Cristo- que, en lo esencial, no es distinto de la vida religiosa. Especialmente se proponía como finalidad el apostolado desde los cargos oficiales de la administración pública y la formación cristiana de los estudiantes universitarios y de los intelectuales en general. En aquel entonces Josemaría Escrivá de Balaguer hablaba de perfección cristiana (expresión que iría abandonando en la década de los sesenta) y de trabajo ordinario santificado, estableciendo que persuadidos de que el hombre fue creado "para trabajar" (Gen II,15), los miembros del Opus Dei, aunque gocen de una poderosa condición económica o social, están obligados a no abandonar el trabajo profesional o equivalente.